# Ionia (Griechenland)
Ionia (griechisch Ιωνία) ist seit 2010 einer der acht Gemeindebezirke auf der griechischen Insel Chios. Er wurde 1989 als Gemeinde Ionia aus dem Zusammenschluss von fünf Landgemeinden um den Hauptort Nenita gebildet und 1997 mit der 1989 aus sechs Landgemeinden gebildeten Gemeinde Anemonas vereinigt, wobei dessen Verwaltungssitz Kallimasia Hauptort der neuen Gemeinde wurde. Diese Gemeinde wiederum ging anlässlich der Verwaltungsreform 2010 in der neu gebildeten Gemeinde Chios auf, die die gesamte Insel umfasst. Ionia bildet seither einen Gemeindebezirk von Chios; die elf Gemeindebezirke, die bis 1989 selbständig waren, wählen als Stadtbezirk und Ortsgemeinschaften eigene Vertretungen.
Die Dörfer des Gemeindebezirks liegen im Anbaugebiet der Mastixsträucher (Pistacia lentiscus var. chia) und werden den Mastixdörfern (Mastichochoria, Μαστιχοχωρία) zugerechnet.

## Lage
Der Gemeindebezirk Ionia liegt im hügeligen Südosten der Insel. Die Höhen erreichen selten mehr als 300 m, lediglich im Nordwesten an der Grenze zum Gemeindebezirk Kambochora erreicht die südliche Fortsetzung des Provatas (Προβατάς), der Profitis Ilias, knapp über 500 m. Außerdem grenzen die Gemeindebezirke Agios Minas im Nordosten und Mastichochoria im Westen an Ionia. Im Osten liegt die kleinasiatische Küste 10 km entfernt.

## Geschichte
Aus antiker Zeit wurden Ruinen in der Nähe von Kallimasia und Kini gefunden. Während der Besatzung durch die Genueser (1346–1566) wurden zum Schutz der ländlichen Bevölkerung wegen anhaltender Piratenüberfälle und um die Kontrolle über Mastixproduktion und -handel zu gewährleisten die Dörfer befestigt oder Neugründungen als Wehrdörfer angelegt.
Von den Zerstörungen des Erdbebens von Chios am 22. Märzjul. / 3. April 1881greg. mit Epizentrum in der Meerenge von Chios (Steno tis Chiou Στενό της Χίου) und der Stärke 6,5 nach der Oberflächenwellen-Magnituden-Skala waren auf der Insel Agios Minas, Kambochora und Chios die Dörfer Ionias am stärksten betroffen.

## Verwaltungsgliederung
Der Gemeindebezirk ist in einen Stadtbezirk und zehn Ortsgemeinschaften untergliedert. Die Einwohnerzahlen entstammen der Volkszählung von 2011.
| Stadtbezirk Ortsgemeinschaft | griechischer Name              | Code     | Fläche (km²) | Einwohner 2001 | Einwohner 2011 | Dörfer und Siedlungen                                                                  |
| ---------------------------- | ------------------------------ | -------- | ------------ | -------------- | -------------- | -------------------------------------------------------------------------------------- |
| Kallimasia                   | Δημοτική Κοινότητα Καλλιμασιάς | 57010401 | 7,138        | 1073           | 1100           | Kallimasia, Agios Emilianos, Voudotopos, Moni Panagia Kimiseos Plakidiotissis, Monolia |
| Vouno                        | Τοπική Κοινότητα Βουνού        | 57010402 | 4,734        | 0299           | 0180           | Vouno, Agios Ioannis, Lilikas                                                          |
| Exo Didyma                   | Τοπική Κοινότητα Έξω Διδύμας   | 57010403 | 2,327        | 0056           | 0040           | Exo Didyma                                                                             |
| Tholopotami                  | Τοπική Κοινότητα Θολοποταμίου  | 57010404 | 6,706        | 0809           | 0692           | Tholopotami, Sklavia                                                                   |
| Katarraktis                  | Τοπική Κοινότητα Καταρράκτου   | 57010405 | 4,801        | 0425           | 0408           | Katarraktis                                                                            |
| Kini                         | Τοπική Κοινότητα Κοινής        | 57010406 | 4,627        | 0283           | 0146           | Kini                                                                                   |
| Mesa Didyma                  | Τοπική Κοινότητα Μέσα Διδύμας  | 57010407 | 3,388        | 0192           | 0169           | Mesa Didyma, Moni Agias Matronis Chalandron                                            |
| Myrmingi                     | Τοπική Κοινότητα Μυρμηγκίου    | 57010408 | 1,659        | 0089           | 0092           | Myrmingi                                                                               |
| Nenita                       | Δημοτική Κοινότητα Νενήτων     | 57010409 | 9,370        | 1156           | 0924           | Nenita, Vokaria, Gridia, Moni Taxiarchon                                               |
| Pagida                       | Τοπική Κοινότητα Παγίδος       | 57010410 | 0,965        | 138            | 0129           | Pagida                                                                                 |
| Flatsia                      | Τοπική Κοινότητα Φλατσίων      | 57010411 | 2,002        | 110            | 0076           | Flatsia, Nekta                                                                         |
| Gesamt                       | Gesamt                         | 570104   | 47,717       | 4650           | 3956           |                                                                                        |

## Ortschaften und Dörfer

### Kallimasia
Kallimasia (Καλλιμασιά (f. sg.)) liegt an der Grenze zu Agios Minas im Nordosten des Gemeindebezirks etwa 13 km südlich der Stadt Chios auf einer Ebene in etwa 100 m Höhe umgeben von Olivenbäumen.

#### Geschichte
Westlich des Dorfes konnte eine Siedlung aus dem 4. Jahrhundert v. Chr. anhand von antikem Baumaterial, Inschriften und einem großen Münzfund nachgewiesen werden. Zum Ende der byzantinischen Zeit, im ausgehenden 12. Jahrhundert wurde die bisherige Siedlungsstruktur aufgegeben. Aus ehemals sieben zerstreut liegenden Siedlungen entstand das befestigte Dorf Kallimasia mit Wehrturm. Wie der französische Forschungsreisende Jean de Thévenot berichtet soll der Wehrturm vier Jahrhunderte vor seiner Reise erbaut worden sein. Während der osmanischen Herrschaft gehörte Kallimasia zu den damals 21 Mastixdörfern, diese hatten die höchsten Steuern der Insel zu entrichten. Zusammen mit Anemonia war Kallimasia Grenzposten der mastixerzeugenden Dörfer. Ausländer durften sich in diesem Gebiet nur mit Erlaubnis und in Begleitung aufhalten. Um den Schmuggel über das Meer zu unterbinden, wurde der Wachturm bei Monolia errichtet.

### Katarraktis
Der Hafenort Katarraktis (Καταρράκτης (m. sg.)) ist in der Mitte der Bucht von Afaleros (Όρμου του Αφαλερού) an der Stelle der antiken Siedlung Faliros (Φαληρός) gelegen. Der Ortsteil Koukoula (Κουκούλα, ‚Kapuze‘), auch Kalamagra (Καλαμάγρα) genannt, liegt auf einem Hügel nördlich des Baches Kalathos (Καλαθός (f. sg.)) südlich liegt Limandi (Λιμάντι) oder Pera Chorio (Πέρα Χωριό). Nachdem das etwa 3 km südwestlich landeinwärts gelegene Dorf Katarraktis mit Festung beim Erdbeben 1881 zerstört worden war, gründeten die Einwohner am Meer ein neues Dorf und verwendeten den bisherigen Namen Katarraktis.
Zur Unterscheidung wird heute das zerstörte alte Dorf als Palios Katarraktis (Παλιός Kαταρράκτης ‚Alter Wasserfall‘, ‚Altes Katarraktis‘) oder Pano Chorio (Πάνω Χωριό ‚Oberes Dorf‘) bezeichnet.
Während der genuesischen Zeit entstand im Jahr 1442 aus sieben zerstreut liegenden Siedlungen das Dorf Katarraktis, um den Menschen mehr Sicherheit vor ständig wiederkehrenden Piratenüberfällen zu gewähren. Namensgebend waren die Wasserfälle (Καταρράκτες, pl. Katarraktes) der Wildbäche zwischen dem alten Dorf und der nördlich gelegenen Kirche Panagia Rouchouniotissas (auch Moni Rouchouniou, Παναγιάς της Ρουχουνιώτισσας oder Μονή Ρουχουνίου), einem der ehemals reichsten Klöster der Insel. Der Genueser Antonio di Rocca Giustiniani ließ 1484 eine Burg errichten.
Als 1639 der Konsul von Venedig in Smyrna Chios besuchte, beschrieb er Katarraktis als geschickte von della Rocca erbaute Festung die von mehr als 1.500 Seelen bewohnt wurde über 20 Priester, 16 Kirchen und ein Kloster der Panagia verfügte.
Aufgrund des Flüchtlingsstroms aus Kleinasien nach dem Griechisch-Türkischen Krieg erreichte die Einwohnerzahl in den 1920er Jahren ihren höchsten Stand.
Da die Beschäftigung in der Schifffahrt und in der 14 km entfernt gelegenen Stadt Chios einträglicher sind, ist die Produktion des traditionell angebauten Mastix rückläufig.

### Tholopotami
Tholopotami (Θολοποτάμι (n. sg.)), liegt im Nordwesten des Gemeindebezirks in fast 300 m Höhe südöstlich des Profitis Ilias, der mit etwas mehr als 500 m die höchste Erhebung des Gemeindebezirks darstellt. Die Straße von der Stadt Chios in den Inselsüden verläuft in unmittelbarer Nähe südöstlich des Dorfes. Im 12. Jahrhundert wurde der Ort wegen der Piratenüberfälle auf einem felsigen Hügel als Wehrdorf gegründet. Die beiden Zugänge waren mit Eisentoren gesichert. Die meisten Bewohner wurden 1822 während des Massakers von Chios ermordet. Die wenigen Überlebenden hatten sich in Höhlen der nahegelegenen Berge versteckt. Beim Erdbeben 1881 wurde der Ort fast vollständig zerstört. Bis zum Ende der 1950er Jahre hatte das Dorf etwa 1200 Einwohner, dann wanderten viele nach Kanada und in die USA aus. Heute leben dort etwa 2500 Nachfahren.
Die Handlung des Spielfilms Das Frühlingstreffen der Feldhüter (Η εαρινή σύναξις των αγροφυλάκων) von Dimos Avdeliodis spielt in Tholopotami.
- Sklavia (Σκλαβιά (n. pl.)) liegt 240 m hoch etwa 2 km nördlich von Tholopotami. Der Ort war während der genuesischen Zeit überwiegend im Besitz der Familie Giustiniani. Obwohl die meisten der Gebäude aus dieser Zeit zerstört sind, werden sie architektonisch als Vorläufer der Herrenhäuser von Kambos angesehen.

### Myrmingi
Myrmingi liegt 235 m hoch 2 km südlich von Tholopotami. 1999 wurden bei einem Feuer infolge von Brandstiftung 650 Hektar Land zerstört. Betroffen waren die Orte südlich von Myrmingi bis Kini.

### Mesa Didyma
Mesa Didyma (Μέσα Διδύμα (f. sg.)) liegt östlich der Straße von Tholopotami nach Kini in etwa 170 m Höhe an einem nach Osten ausgerichteten Hang. Mündliche Überlieferungen besagen, dass zerstrittene Zwillingsbrüder (δίδυμος ‚Zwilling‘) Gründer von Mesa Didyma und dem 800 m südlich gelegenen Exo Didyma waren. Der Ort wurde während der genuesischen Zeit zwischen 1280 und 1320 n. Chr. besiedelt. Etwas außerhalb in Pigi befand sich ein Wehrdorf aus genuesischer Zeit. In den 1950er Jahren als das Dorf noch etwa 500 Einwohner hatte, wurde mit deren Mitarbeit die heutige Straße gebaut, die 1975 asphaltiert wurde. Zu Beginn der 1980er erfolgte der Anschluss ans Telefonnetz.
- Moni Agias Matronis Chalandron (Μονή Αγίας Ματρώνης Χαλάνδρων (f. sg.)) liegt 1 km nordöstlich

### Exo Didyma
Das Dorf Exo Didyma (Έξω Διδύμα (f. sg.)) liegt nur 800 m südlich von Mesa Didyma. Gesichert ist die Existenz des Dorfes während der genuesischen Zeit. Nach dem Erdbeben 1881 siedelten sich die Bewohner etwas außerhalb in der als Anathymiaria (Αναθυμιάρια) bezeichneten Gegend an. In den 1950er Jahren lebten etwa 300 Menschen im Dorf, damals wurde auch noch Tabak angebaut. Heute hat sich die Bevölkerungszahl auch gegenüber den offiziellen Angaben deutlich auf 23 (2005) reduziert. Über 80 % der Dorfbewohner sind älter als 50 Jahre.

### Pagida
Das gleichnamige Dorf Pagida (Παγίδα (f. sg.)), auch Pagis (Παγίς), liegt auf etwas über 100 m Höhe etwa 2 km nördlich von Nenita an der Straße nach Katarraktis.
Während das Dorf in den späten 1940er Jahren über 150 ständige Einwohner hatte, sind es heute im Winter lediglich noch etwa 40 überwiegend ältere Menschen, von offizieller Seite werden 129 angegeben (2011). Wegen der ständig sinkenden Schülerzahlen von mehr als 30 zwischen 1945 und 1950 auf fünf im Jahre 1985 wurde die Dorfschule endgültig geschlossen. Ein Brand zerstörte 1994 die Umgebung des Dorfes.

### Kini
Kini (Κοινή (f. sg.)) liegt auf der Ostseite eines in Nord-Süd-Richtung verlaufenden Bergrückens in etwa 140 m Höhe 3 km nordwestlich von Nenita und ist eines der jüngsten Dörfer der Region sein. Der Name soll von Kini gi (Κοινή γη), dem ‚gemeinsamen Boden‘ der umliegenden Dörfer abgeleitet sein.
Ruinen eines Tempels der hellenistischen Zeit und eine Marmorplatte mit Inschrift, die in Richtung des etwa 500 Meter südöstlich liegenden Klosters Monastiri tis Episkepsos (Μοναστήρι της Επισκέψεως) wurden 1930 entdeckt. Die Kirche des 1667 gegründeten Klosters soll zeitgleich mit dem Kloster Nea Moni erbaut worden sein. An der Stelle der heutigen Kirche Panagia Dafni (Παναγία Δάφνη) befand sich die nach byzantinischem Vorbild befestigte Siedlung Dafni (Δάφνη ‚Lorbeer‘) mit Wehrturm und Wehrmauer.
Alte Quellen berichten von einem chalasmeno Chorio (χαλασμένο χωριό ‚verlassenes Dorf‘) bezeichneten Gebiet in Richtung Patrika in der Nachbargemeinde Mastichochoria. Eine andere Quelle nennt den Namen Somata (Σώματα pl.‚Körper‘) einen heute ebenfalls gebräuchlichen Namen. In diesem Ort sollen zwischen einer Pestepidemie auf der Insel um etwa 1600 und dem Erdbeben 1881 zahlreiche Menschen gestorben sein. Die wenigen Überlebenden gingen nach Kini andere gründeten Patrika.

### Vouno
Vouno (Βουνό (n. sg.)) liegt auf halber Strecke südlich der Straße von Kini nach Nenita leicht erhöht auf felsigem Untergrund in etwa 150 m Höhe. Die Dorfgründung ist auf die genuesische Besatzungszeit zurückzuführen und wurde wegen der Piratenüberfälle unsichtbar vom Meer angelegt. Ursprünglich war das Dorf von einer Wehrmauer mit zwei Toren umgeben, die Straßen wurden schmal angelegt und die Häuser eng aneinander gebaut.
- Agios Ioannis (Άγιος Ιωάννης (m. sg.)) liegt etwa 4,5 km südlich am Meer
- Lilikas (Λιλικάς (m. sg.)) liegt am Meer 1 km westlich von Agios Ioannis unmittelbar an der Grenze zur Ortsgemeinschaft Kalamoti im Gemeindebezirk Mastichochoria. Die Grenze wird durch das Tal des Baches Lamanos (Λάμανος) gebildet.

### Flatsia
Das Dorf Flatsia (Φλάτσια (n. pl.)) liegt 500 m südlich von Vouno etwa 130 m hoch. Vermutlich siedelten sich die Menschen in der genuesischen Zeit um einen Wachturm herum an.
- Nekta (Νεκτά (f. sg.))

In den 1930er und 40er Jahren hatte der Ort noch etwa 200 Einwohner, um 1960 waren es noch 130 und 2004 lebten dauerhaft noch 63 Menschen im Dorf. Bis 1960 wurde Tabakanbau betrieben. Heute werden Kräuter vor allem Kümmel und besonders Anis für die steigende Ouzonachfrage angebaut. Die Menschen wenden sich wieder vermehrt der Mastixerzeugung zu.

### Nenita
Nenita (Νένητα (n. pl.)) ist mit 903 Einwohnern (2001) eines der größten Dörfer im Süden der Insel. An der Stelle der heutigen Agios-Georgios-Kirche wurde bereits im 6. Jahrhundert als erstes Männerkloster der Insel Agios Georgios Katargou (Άγιος Γεώργιος Καταργού) gegründet. Im 16. Jahrhundert wurde das Dorf auf einem breiten Bergrücken in etwa 50 m Höhe gegründet. Zu dieser Zeit war Nenita mit etwa 2.500 Einwohnern das größte aller Mastixdörfer (Mastichochora). Der Name stammt von Neoktita (Νεόκτιτα) und bedeutet „neu gebaut“. Nach der Zerstörung durch das Erdbeben 1881 wurden die Fassaden zahlreicher Häuser im neoklassizistischen Stil errichtet.
- Vokaria (Βοκαριά (f. sg.)) liegt etwa 2 km östlich am Meer und besitzt einen kleinen geschützten Hafen.[23]
- Gridia (Γρίδια (n. pl.)) liegt etwa 5 km südlich am Meer. Eine Straße führt erst seit 1989 in den Hafenort. Bis dahin gab es weder Wasser, Strom noch Telefon. Der Strand diente bis in die späten 1990er Jahre als Müllhalde der umgebenden Dörfer. Für Individualreisende werden heute im Sommer einige Privatzimmer vermietet.[24]
- Moni Taxiarchon (Μονή Ταξιαρχών (f. sg.)) liegt wenig außerhalb nördlich und wurde 1305 als Kloster der Himmelfahrt Mariens (Κοίιμηση της Θεοτόκου) von einer Nonne aus Vasileoniko gegründet. Das Erdbeben 1881 verursachte große Schäden, die heutigen Gebäude sind jüngeren Datums.[25]

## Sehenswürdigkeiten

### Museen

#### Volkskundliches Museum Kallimasia
Das Volkskundliches Museum Kallimasia ist in den Kellerräumen des örtlichen Gymnasiums (Γυμνάσιο - Λύκειο Καλλιμασιάς) untergebracht. Die Ausstellungsstücke werden auf einer Fläche von 550 m² präsentiert und stammen überwiegend aus Spenden die seit 1995 aus Kallimasia und den umliegenden Dörfern zusammengetragen wurden. Ein traditioneller Dorfplatz (Platia) mit Kafepantepolio, ein Dreschplatz und Raum für Vorführungen traditioneller Berufe des 19. und 20. Jahrhunderts wie Schuster, Schneider, Schmied wurde eingerichtet. Eine Ouzobrennerei und eine Ölpresse wurden aufgebaut.

#### Museen des Kulturvereins Proodos, Kallimasia
Der Kulturverein Proodos (Πρόοδος ‚Fortschritt‘) unterhält zwei kleine Museen
- Naturgeschichtliches Museum Kallimasia (Μουσείο Φυσικής Ιστορίας). Ausgestellt werden Insekten, Muscheln und Meeresschnecken aber auch Gesteine und Fossilien.[27]
- Pharmazeutisches Museum (Πανελλήνιο & Διεθνές Φαρμακευτικό Μουσείο). Verschiedene Gegenstände und Geräte die im Zusammenhang mit dem Beruf des Apothekers stehen werden gezeigt.[28]

### Kirchen

#### Agios Ioannis Argenti
Die Kirche Agios Ioannis Argenti (Άγιος Ιωάννης ο Αργέντης) liegt in der Nähe von Palios Katarraktis und war im Besitz der Familie Argentis. Die einschiffige Kirche mit gewölbtem Narthex wird ins 14. Jahrhundert datiert. Nach dem Erdbeben vom 28. Juli 1949 ließ Filippo Argenti die verursachten Beschädigungen reparieren. Zu Beginn der 1990er Jahre stoppte das Amt für Byzantinische Altertümer (3η Εφορεία Βυζαντινών Αρχαιοτήτων) weitere Restaurierungsarbeiten an der Kirche. In den folgenden Jahren verfiel die Kirche zusehends, obwohl sie als bedeutendes Kulturdenkmal angesehen wird. Offizielle Stellen wie Präfektur, Antikenverwaltung und Ministerium für Kultur verhielten sich gegenüber der Gemeinde Ionia widersprüchlich und vermieden konkrete Verpflichtungen einzugehen. Die Kosten für die Wiederherstellung des Denkmals wurden 2005 mit 235.320 bis 280.000 Euro angegeben. Da die Gemeinde nicht die finanziellen Mittel besitzt versuchen Privatinitiativen irreversible Schäden zu beheben um den endgültigen Verfall zu verhindern.

#### Panagia Sikelia
Die vermutlich im letzten Jahrzehnt des 13. oder zu Beginn des 14. Jahrhunderts erbaute Kirche Panagia Sikelia (Παναγία Σικελιά) ist eines der bedeutendsten Zeugnisse byzantinischer Baukunst auf Chios. Das ehemalige Kloster liegt auf dem Gipfel eines Hügels etwa 3 km westlich des Dorfes Exo Didyma. Vom Kloster sind nur wenige Mauerreste erhalten. Der zerstörte Turm in unmittelbarer Nähe war im 13. Jahrhundert im Besitz der einflussreichen chiotischen Familie Zivos. In einem Vertrag von 1346 zwischen den Genuesern und Ioannis Zivos wird die Kirche erstmals erwähnt. Wahrscheinlich diente die Kreuzkuppelkirche als Grabkapelle des Eigentümers und wurde später durch ein Längsschiff erweitert. Die einfache Bauweise in Verbindung mit sparsamen bildhauerischen Dekorationen in grauem Marmor ist relativ selten. Nur wenige Eingriffe, wie Beschichtung der Kuppel haben den sehr guten Erhaltungszustand des Katholikon verändert. Die spärlich erhaltenen Wandmalereien lassen Vermutungen über die dargestellten Heiligen offen.

### Botanischer Garten Ionia
Am 2. Februar 2008 wurde südöstlich des Dorfes Nenita beim ehemaligen Kloster Agios Tryfonas (Αγιος Τρύφωνας) der 6 Hektar (60 Stremmata) große und mit 6000 Pflanzen angelegte Botanische Garten der Gemeinde (Βοτανικός Κήπος Ιωνίας) eröffnet. Die Kosten von fast 1,2 Mio. Euro wurden durch ein Programm (Periferiako Epichiriako Programma, Περιφερειακό Επιχειρησιακό Πρόγραμμα (Π.Ε.Π.) Βορείου Αιγαίου) der Präfektur Chios übernommen, wovon 75 % von der EU und 25 % vom Griechischen Staat stammen. Besonderes Ziel ist der Schutz und die Erhaltung der Inselflora aber auch der Pflanzen des gesamten Ägäischen Raumes. Das Projekt steht unter der wissenschaftlichen Begleitung des Nationalen Instituts für landwirtschaftliche Forschung (Ethniko Idryma Agrotikis Erefnas, Εθνικό Ίδρυμα Αγροτικής Έρευνας (ΕΘ.Ι.ΑΓ.Ε.)) mit Sitz in Marousi. Aufgrund der noch nicht abgeschlossenen Arbeiten soll der Botanische Garten im September 2008 für Besucher zugänglich sein.

## Bevölkerungsentwicklung
| Jahr      | 1971  | 1981  | 1991  | 2001  | 2011  |
| Einwohner | 5.082 | 4.383 | 4.739 | 4.650 | 3.953 |

## Wirtschaft
Die Bevölkerungskonzentration in der Stadt Chios führt zu Veränderungen im wirtschaftlichen und sozialen Gefüge der ländlichen Gebiete. Auf die Gemeinde Ionia hat das den wirtschaftlichen Stillstand zur Folge, da die Abnahme und Überalterung der Bevölkerung mit dem Mangel an Infrastruktur und Initiativen einhergehen. Aufgrund der besseren Verdienstmöglichkeiten in der Stadt Chios wächst die Anzahl der Pendler.
Der größte Anteil der erwerbstätigen Bevölkerung arbeitet im Dienstleistungsbereich. Traditionell wird dieser Bereich von kleinen Lebensmittelgeschäften und der Gastronomie dominiert. Die großen Supermarktketten werden während der vergangenen Jahre in den ländlichen Gebieten immer häufiger präsent.

### Landwirtschaft
Etwa 30 % der Bevölkerung sind in der Landwirtschaft, dem zweitwichtigsten Wirtschaftsbereich beschäftigt. Mastix gedeiht nur im südlichen Teil von Chios, die Erzeugung in der Gemeinde liegt bei etwa 40 % der Insel.
Die Anbaufläche von Olivenbäumen beträgt 21 km², allerdings ist der Baumbestand nicht besonders dicht, da infolge von Bränden zerstörte Bäume nicht ersetzt wurden. Die geringe Menge von Olivenöl der drei Ölmühlen dient hauptsächlich der Eigenversorgung. Weitere Baumkulturen machen eine Anbaufläche von über 19 km² aus. Hauptsächlich Mandeln und Feigen werden angepflanzt. Wegen besonders günstiger klimatischer Bedingungen lohnt der Mandelanbau. Mehr als 130.000 Bäume, etwa 48 % der Präfektur von Chios stehen in der Gemeinde. Zitronen für den lokalen Markt werden in den nördlich gelegenen Dörfern erzeugt.
Die Bedingungen für den Getreideanbau sind aufgrund der milden Winter und der Regenfälle bis ins Frühjahr günstig. Die Gemeinde hat 40 % der Anbaufläche in der Präfektur. Durch Subventionen gewinnt der Weizenanbau mehr an Bedeutung und die Anbaufläche für Gerste wird reduziert. Des Weiteren wird Hafer kultiviert.
Durch die erhöhte ganzjährige Nachfrage nach Gemüse und die Modernisierung der Produktion wird der Gemüseanbau als wachsender Bereich betrachtet. Kartoffeln werden auf einem Drittel, Tomaten auf einem Viertel der Anbaufläche erzeugt, des Weiteren werden noch Zwiebeln angebaut. Der Anbau unter Folie gewinnt an Bedeutung. Besonders Tomaten werden verstärkt unter Folie angebaut, die Anbaufläche liegt bei etwa 15 % (10 Hektar) des Gemüses.
Der Weinbau hat auf Chios eine lange Tradition. Die Anbaugebiete befanden sich im Norden und Süden der Insel. Der Forschungsreisende Joseph Pitton de Tournefort ließ zu Beginn des 18. Jahrhunderts Wein nach Frankreich ausführen. Im 19. Jahrhundert führten zuerst die Zerstörungen durch die sogenannten „Türkengräuel“ während der Griechischen Revolution und gegen Ende des Jahrhunderts die Reblausinvasion zum Erliegen des Weinbaus. In der Gemeinde sind derzeit 410 Hektar mit traditionellen Sorten überwiegend mit Nenitousiko (Kypriotiko) angepflanzt.
Wegen der gestiegenen Nachfrage nach örtlichem Ouzo wurden in den letzten Jahren die Anbauflächen für Anis vergrößert.
Tierhaltung dient lediglich zur Eigenversorgung mit Fleisch, Milchprodukten und Eiern, Weidewirtschaft wird nicht betrieben. Ein Wachstumspotential bietet die in geringem Umfang betriebene Bienenzucht, die von der EU mit Programmen zur Verbesserung von Qualität und Erzeugungsbedingungen sowie zur Krankheitsbekämpfung der Bienenvölker gefördert wird. Der Fischfang ist von geringer Bedeutung, lediglich in Katarraktis und Gridia gibt es wenige Berufsfischer.

### Tourismus
In den letzten Jahren versuchen die am Meer gelegenen Orte ein touristisches Angebot zu entwickeln.

## Persönlichkeiten
Kallimasia ist Geburtsort von
- Joachim II. (1802–1878), Patriarch von Konstantinopel (1860–1863, 1873–1878)
- Joachim IV. (1837–1887), Patriarch von Konstantinopel (1884–1887)
- Kostas Perrikos (1905–1943), Widerstandskämpfer im Zweiten Weltkrieg
- Nikolaos Syllas (1914–1986), Diskuswerfer und Teilnehmer an Olympischen Spielen

Mesa Didyma ist Geburtsort von
- Dimos Avdeliodis (* 1952), Film- und Theaterregisseur und Schauspieler